# Свабирование
Свабирование (англ. swabbing, от swab — швабра, банник) — процесс интервального понижения уровня жидкости в скважине с целью снижения гидростатического давления для вызова притока из пласта. Основные элементы сваба следующие: резино-металлической манжеты (одной или нескольких), мандрель, вертлюг, грузовая штанга. Спуск и подъем сваба проводятся на геофизическом кабеле с помощью геофизического подъемника. Для проведения работ также требуется специальное устьевое оборудование с лубрикатором. Глубина погружения сваба в жидкость не должна превышать 600 м
Свабирование применяется для вызова и интенсификации притока флюидов при освоении новых добывающих скважин и скважин, выводимых из консервации или ликвидации, а также при увеличении дебита существующих.
Свабирование скважин может применяться и для других целей, в том числе:
- для понижения уровня жидкости в скважинах или только в насосно-компрессорных трубах;
- для очистки призабойной зоны от продуктов проведения химической обработки;
- для очистки забоя от механических примесей, выносимых из призабойной зоны;
- для очистки призабойной зоны от механических примесей, нагнетаемых в пласт агентом для поддержания пластового давления, или после интенсификации притока нефти физическими методами воздействия.

Для свабирования используют технические средства, отвечающие следующим условиям:
- каротажный подъемник, технические характеристики которого позволяют осуществлять подъем свабирующего устройства с грузом, геофизических приборов и столба жидкости массой до 1000 кг со скоростью не менее 3500 м/ч;
- специальный бронированный кабель с разрывным усилием не ниже 40 кН без обрывов проволок брони, «фонарей» и изгибов, имеющий одну или несколько информационных жил для электрического соединения геофизических датчиков с каротажным регистратором;
- свабирующее устройство не должно быть длиннее приемной камеры лубрикатора, а его диаметр, кроме манжеты сваба, должен быть меньше внутреннего диаметра НКТ на 3-6 мм (для НКТ диаметром 2,5" на 5-6 мм).